# Amorphoscelis pellucida
Amorphoscelis pellucida es una especie de mantis de la familia Amorphoscelidae.

## Distribución geográfica
Se encuentra en Australia, Java y Singapur.